# Casa del Balilla (Legnano)
La Casa del Balilla è un edificio storico di Legnano, nella città metropolitana di Milano, in Lombardia. Fu eretta per essere sede della locale Opera nazionale Balilla e inaugurata nel dicembre 1933 dall'allora Presidente dell'Opera nazionale Balilla Renato Ricci. Fu intitolata ad Arnaldo Mussolini (1885-1931), fratello minore del Duce

## Storia

La Casa del Balilla di Legnano nel 1935. Davanti ad essa uno schieramento di balilla legnanesi

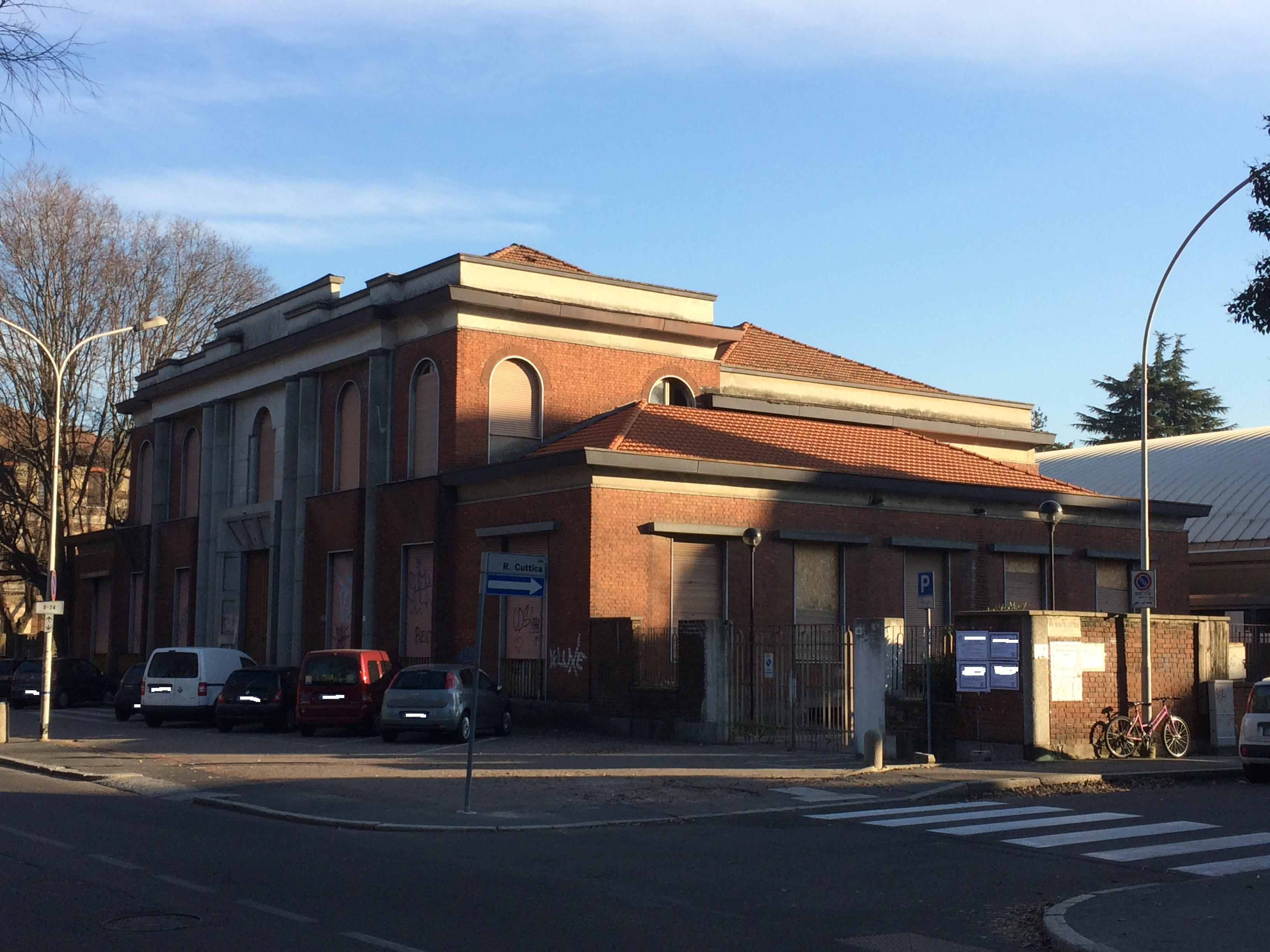
La Casa del Balilla di Legnano

L'edificio fu costruito nel 1933 su progetto dell'ingegnere comunale Giuseppe Moro con la collaborazione dell'architetto Giorgio Laneve. Il complesso architettonico, che si sviluppa in parte su due piani e in parte su un solo livello, ha uno stile architettonico razionalista. I materiali che caratterizzano il suo aspetto esterno sono i mattoni a vista, il serizzo levigato e il marmo, tipici delle costruzioni lombarde. Il corpo architettonico è contraddistinto anche dalla presenza di ampie finestre.
La Casa del Balilla di Legnano comprendeva anche una palestra, che era situata al piano terreno e che era, al momento dell'inaugurazione dell'edificio, la più grande della Lombardia. Il piano terreno, che è rialzato un metro da terra, ospitava anche gli spogliatoi, gli uffici della sede legnanese dell'opera nazionale balilla, il pronto soccorso, una biblioteca e una piccola palestra per la scherma. Al primo piano, a cui si accede tramite una scala interna realizzata in pietra e caratterizzata da ringhiere in bronzo, erano presenti l'abitazione del custode, una sala riunioni e la segreteria. La Casa del Balilla di Legnano ha anche due grandi terrazze che erano originariamente destinate all'elioterapia. La struttura venne arredata con un mobilio in acciaio verniciato: un'eccezione fu la sala riunioni, che venne ammobiliata con un arredamento realizzato in legno di noce. Dal 1937 al 1943 la struttura ospitò la Gioventù italiana del littorio, organizzazione giovanile fascista in cui confluì anche l'opera nazionale balilla.
Dopo la fine della seconda guerra mondiale, in seguito alla caduta del fascismo, la struttura è stata destinata a vari scopi, tra cui a sede di scuole e di associazioni sportive locali, per poi essere abbandonata. Dal 1950 al 1968 l'ex Casa del Balilla ha ospitato una scuola destinata agli alunni subnormali: nel 1968 questi scolari sono stati trasferiti nella scuola Medea, inaugurata proprio quell'anno in zona Ronchi. La scuola Medea in seguito è diventata una delle sedi distaccate dell'"ITIS Antonio Bernocchi". Successivamente l'ex Casa del Balilla di Legnano ha ospitato parte delle aule del Liceo in attesa che la scuola venisse trasferita dalla storica sede di via Bissolati al nuovo complesso edilizio di via Gorizia, che è stato inaugurato per l'anno scolastico 1970-1971.